# Ewangeliczny Kościół Metodystyczny w Rzeczypospolitej Polskiej
Ewangeliczny Kościół Metodystyczny w Rzeczypospolitej Polskiej – chrześcijańska wspólnota religijna o charakterze metodystycznym i ewangelikalnym, zarejestrowana w Polsce od 2017. Stanowi część Kościoła Wesleyańskiego i ma siedzibę w Krakowie.

## Zaistnienie
Kościół powstał w wyniku rozłamu wśród polskich metodystów w oparciu o akt założycielski podpisany w Krakowie 19 czerwca 2005. Stał się częścią Kościoła Wesleyańskiego (The Wesleyan Church), który też w 2008 na Konferencji Międzynarodowej wyznaczył wspólnocie w Polsce superintendenta w osobie pastora Piotra Gąsiorowskiego. Kościół jest podmiotem odrębnym w stosunku do Kościoła Ewangelicko-Metodystycznego w RP. 24 stycznia 2017 został wpisany do rejestru kościołów i innych związków wyznaniowych prowadzonego przez Ministra Administracji i Spraw Wewnętrznych pod pozycją 185. 

## Struktura i wyznanie wiary
Jednostkami organizacyjnymi Kościoła są okręgi i parafie. Na czele Kościoła stoi superintendent krajowy, na czele okręgów superintendenci okręgowi a na czele parafii pastorzy. Kościół wyznaje zasady i artykuły wiary Kościoła Wesleyańskiego.